# Frente Guasú
El Frente Guasu (FG) es una concertación de partidos de izquierda de Paraguay, que se formó el 20 de marzo de 2010. Estuvo compuesto por la Alianza Patriótica para el Cambio, concertación que llevó a Fernando Lugo al poder. Tras las elecciones de 2013, se posicionó como la tercera fuerza política del país. Las bases programáticas del Frente Guasu se centran en la reforma agraria, la soberanía energética, la distribución de la riqueza y la universalización de la salud pública.

## Significado del nombre
En guaraní, la palabra guasú significa «grande» o «amplio», por lo que el nombre en castellano de la agrupación sería «Frente Grande», o «Frente Amplio» posiblemente influenciado por la coalición uruguaya homónima.

## Historia
El 7 de noviembre de 2009, se realizó en el Rowing Club de Asunción una «Plenaria Nacional de Dirigentes de Fuerzas Progresistas», donde participaron dirigentes de los partidos de la Alianza Patriótica para el Cambio y el Espacio Unitario - Congreso Popular. En dicho encuentro se discutió la necesidad de la unidad de los partidos de izquierda, además de tratar temas como la reforma agraria y la soberanía energética.
El 20 de enero de 2010, los partidos agrupados en la Alianza Patriótica para el Cambio y el Espacio Unitario - Congreso Popular firmaron una «carta de intención» de cinco puntos, donde afirmaban que buscarían la unidad de los sectores progresistas para profundizar los cambios democráticos que se dieron en el Paraguay a partir de las elecciones de 2008.
El 20 de febrero de 2010, los principales dirigentes de la coalición que quedó en llamarse «Fuerzas Democráticas y Progresistas» se reunieron en el Tribunal Superior de Justicia Electoral para oficializar la fecha de la constitución de la nueva coalición de partidos de izquierda, que se daría en marzo de 2010. En sus comienzos, la coalición iba a llevar el nombre de «Fuerzas Democráticas y Progresistas», pero luego se optó por «Frente Democrático Progresista». Finalmente, la coalición se presentó definitivamente bajo el nombre de «Frente Guasú».
El acto de lanzamiento del Frente Guasú se realizó el 20 de marzo de 2010, en las plazas frente al Cabildo de Asunción. En dicho acto, estuvieron presentes dirigentes de izquierda, entre los cuales estaba el presidente Fernando Lugo. La concurrencia a dicho acto fue de aproximadamente 15 000 personas. Una semana después, el 27 de marzo, se firma en el local del Partido País Solidario la carta oficial de creación del Frente Guasú. El 20 de abril de 2010, para el festejo del segundo aniversario de la victoria de la Alianza Patriótica para el Cambio con Fernando Lugo a la cabeza, el Frente Guasú realizó un acto junto a sectores oficialistas del Partido Liberal Radical Auténtico, además del Partido Democrático Progresista, y el Movimiento 20 de Abril.
En el 2012 luego del golpe parlamentario a Fernando Lugo el FG sufre la salida del PEN y las posteriores escisiones que formarían Avanza País y el Movimiento Kuña Pyrenda de cara a las elecciones generales 2013. 
El 20 de diciembre del 2021 se produce el lanzamiento de un espacio ampliado entre sectores de izquierda y progresistas llamado Ñemongeta por una Patria Nueva, con la participación de los siguientes espacios: FG, P-MAS, Partido Kuña Pyrenda y el Partido Paraguay Pyahura.

## Elecciones municipales de 2010
El Frente Guasú tuvo su primera experiencia en elecciones en los comicios municipales desarrollados el 7 de noviembre de 2010. El Frente Guasú ganó intendencias en cuatro distritos: San Lázaro, Teniente Irala Fernández, Fram, y Tebicuary. En las elecciones municipales de 2006, la izquierda no había obtenido ninguna intendencia, y es por eso que la obtención de estos cuatro distritos se constituyen en los primeros lugares gobernados por la izquierda, después de Asunción en 1991 con Carlos Filizzola. A nivel de concejalías, el frente obtuvo alrededor de 110 bancas en todo el país.

### Asunción
Para las elecciones municipales de 2010, el Frente Guasú postuló a Carlos Filizzola como candidato a intendente de la ciudad de Asunción. Filizzola fue elegido como candidato en una asamblea del frente realizada el 3 de mayo de 2010, en la Casa del Pueblo sede histórica del Partido Revolucionario Febrerista, donde se impuso por 66 votos de delegados, contra 12 que obtuvo el otro precandidato del Frente Guasú, Federico Franco Troche. Posteriormente, el 6 de junio de 2010, Carlos Filizzola desistió a su precandidatura, a modo de conservar su banca en el Senado. En su reemplazo, el Frente Guasú nombró a Ricardo Canese como nuevo candidato a intendente de Asunción. Luego, el Frente Guasú concretó una alianza con el Partido Liberal Radical Auténtico y participó de una consulta popular a padrón abierto para elegir entre Anki Boccia, candidato liberal, y Ricardo Canese. Finalmente, el candidato del Partido Liberal Radical Auténtico triunfó en dicha consulta, Canese retiró su candidatura, y el Frente Guasú apoyó a Boccia.
El 7 de noviembre de 2010, el día de las elecciones municipales, el Frente Guasú obtuvo en Asunción 42 000 votos, convirtiéndose en la segunda fuerza más votada.

### Resto del país
En el total del país, el Frente Guasú obtuvo alrededor de 110 concejales, así como 5 intendentes electos.

## Elecciones generales de 2013
El Frente Guasú postuló la dupla de Aníbal Carrillo como presidente y Luis Aguayo como vicepresidente, obteniendo 79 573 votos.
En tanto, conquistó cinco escaños en el Senado, con 238 313 votos, convirtiéndose en la tercera fuerza política en el Congreso. Asimismo, obtuvo un escaño en la Cámara de Diputados, el del profesor Ramón Duarte por el departamento de Itapúa.
La bancada del Frente Guasú en el Senado por el periodo 2013-2018 quedó compuesta de la siguiente manera:
- Fernando Lugo
- Carlos Filizzola (País Solidario)
- Sixto Pereira (Partido Popular Tekojoja)
- Esperanza Martínez (Partido de la Participación Ciudadana)
- Hugo Richer (Partido Convergencia Popular Socialista)

## Elecciones municipales de 2015
En las elecciones municipales del 15 de noviembre de 2015 el frente obtuvo dos intendencias (San Pablo y Carlos Antonio López) y 105 bancas de concejales en todo el país. En porcentajes, sus candidatos a intendente obtuvieron el 2,52 % de los votos del total país, siendo la cuarta fuerza más votada y sus candidatos a concejales el 4,44 % de los votos, siendo la tercera fuerza más votada en esa categoría. Tras las elecciones, Fernando Lugo renunció a la presidencia del frente.
En 2016 el gobernador del departamento Presidente Hayes, Antonio Saldívar, que llegó al cargo tras la muerte del gobernador Pablo Contessi Pérez y tras haber sido electo concejal por el Partido Patria Querida, se afilió al Partido País Solidario, parte del Frente Guasú, siendo así el único gobernador perteneciente al frente.

## Partidos integrantes del Frente Guasú
| Partido/Movimiento | Partido/Movimiento                      | Principal Ideología    | Líder                  |
| ------------------ | --------------------------------------- | ---------------------- | ---------------------- |
|                    | Partido País Solidario                  | Socialismo democrático | Carlos Filizzola       |
|                    | Partido Participación Ciudadana         | Progresismo            | Aída Robles            |
|                    | Partido Popular Tekojoja                | Socialismo             | Sixto Pereira Galeano  |
|                    | Partido del Frente Patriótico Teete     | Progresismo            | Emilio Tilleria Aquino |
|                    | Partido Convergencia Popular Socialista | Marxismo               | Hugo Richer            |
|                    | Partido de la Unidad Popular            | Socialismo             | Oscar Rojas            |
|                    | Partido Humanista Paraguayo             | Humanismo              | Sergio Martínez        |
|                    | Movimiento La Patria Primero            | Progresismo            | Alfredo Cáceres        |
|                    | Fuerza Común                            | Progresismo            | Derlis Villagra        |
|                    | Movimiento Soberanía y Desarrollo       | Progresismo            | Ramón Leiva            |

## Secretarios generales y presidentes
Secretarios generales:
- Marcos Cáceres (2010 - 2012)
- Ricardo Canese (junio de 2012 - agosto de 2012)
- Aníbal Carrillo Iramain (2013 - 2016)
- Luis Aguayo (2015 - 2016)
- Julio Perrota (2016 - 2018)
- Vidalia Benítez (2019 - actualidad)

Secretario general adjunto:
- Najeeb Amado (2013 - 2015)

Presidente:
- Fernando Lugo (2012 - 2015)
- Esperanza Martínez (2016 - 2018)
- Carlos Filizzola (2018 - Actualidad)

Vicepresidente primero:
- Hugo Richer (2012 - 2015)

Vicepresidente segundo:
- Esperanza Martínez (2012 - 2015)

## Resumen electoral

### Elecciones presidenciales
| Elección | Candidatos            | Primera vuelta | Primera vuelta | Resultado | Nota                                              |  |
| Elección | Candidatos            | Votos          | %              | Resultado | Nota                                              |  |
| -------- | --------------------- | -------------- | -------------- | --------- | ------------------------------------------------- |  |
| 2013     | Aníbal Carrillo (PPT) | 80,934         | 3.29 %         | No electo |                                                   |  |
| 2018     | Leo Rubín (PPT)       | 1,109,309      | 43.7 %         | No electo | Candidato a VP con Gran Alianza Nacional Renovada |  |
| 2023     | Jorge Querey (PUP)    | 41,194         | 1.36 %         | No electo | Candidato a VP con Movimiento Nueva República     |  |

### Elecciones legislativas
|  | 4,08 % |

|  | 9,95 % |

|  | 1,66 % |

|  | 10,77 % |

|  | 1,17 % |

|  | 2,11 % |